# Émerand Forestié
Pour les articles homonymes, voir Forestié.
Antoine-Michel Forestié dit Émerand Forestié est un imprimeur et historien français né le 28 octobre 1816 à Montauban, et mort dans cette même ville le 24 janvier 1900.

## Biographie
Imprimeur à Montauban de 1845 à 1874, il fut également directeur du Courrier de Tarn-et-Garonne et l'un des 25 membres fondateurs de la Société archéologique et historique de Tarn-et-Garonne.
Son fils Édouard (1847–1911) fut également imprimeur à Montauban. Il a poursuivi les travaux d'historien de son père.
Créée en 1576, l'imprimerie porte toujours le nom de Forestié au XXIe siècle.

## Publications sélectives
- Biographie de Tarn-et-Garonne : études historiques et bibliographiques, Montauban, Imprimerie Forestié neveu, 1860 (lire en ligne)
- Notes historiques, ou éphémérides montalbanaises et du Tarn-et-Garonne, Montauban, Imprimerie Forestié, 1882, VII-296 p. (lire en ligne).
- La Société littéraire et l'ancienne Académie de Montauban : histoire de ces sociétés et biographie de tous les académiciens, 1730-1791, Montauban, Imprimerie et lithographie Édouard Forestié, 1888, 2e éd., 312 p. (lire en ligne)
- Biographie de Henry Le Bret, auteur de l'Histoire de Montauban, Montauban, Imprimerie Forestié, 1890.
- Histoire de l'imprimerie et de la librairie à Montauban : bibliographie montalbanaise, avec reproductions de gravures sur bois ou sur cuivre, Montauban, Imprimerie É. Forestié, 1898.